# Nissan Leaf
Nissan Leaf (яп. 日産・リーフ, Nissan Rīfu, стилізовано як LEAF), укр. Ніссан Ліф — модель автомобіля, що випускається в Японії з 2010 року. Це перший сучасний електромобіль масового виробництва і найбільш продавана модель електромобіля у світі (станом на грудень 2015) і найпродаваніший електромобіль в Україні в 2017—2021 роках.
Термін «LEAF» служить бекронімом до Leading Environmentally friendly Affordable Family car.

## Передісторія
Електрична історія Ніссана почалася ще наприкінці 1940-х, коли в компанії Tokyo Electro Automobile створили два електромобіля Tama і Tama Senior на свинцевих батареях. У 1951 році фірма об'єдналася з компанією Prince Motor, яка, в свою чергу, в 1966 році стала частиною Ніссана.
У 1970-х, 80-х і 90-х роках було безліч концептів, а першим дрібносерійним Ніссаном на батарейках стала Altra EV, яку показали в 1997 році на автосалоні в Лос-Анджелесі. Через пару років з'явився мікроелектрокар Hypermini, але технології масового електромобіля Nissan почав відпрацьовувати набагато пізніше. У другій половині 2000-х в тестах брали участь прототипи на основі моделей Cube і Tiida. Модифіковану платформу Тііди і отримав серійний Leaf, представлений наприкінці 2010-го.

## Перше покоління (ZE0/AZE0, 2010-2017)

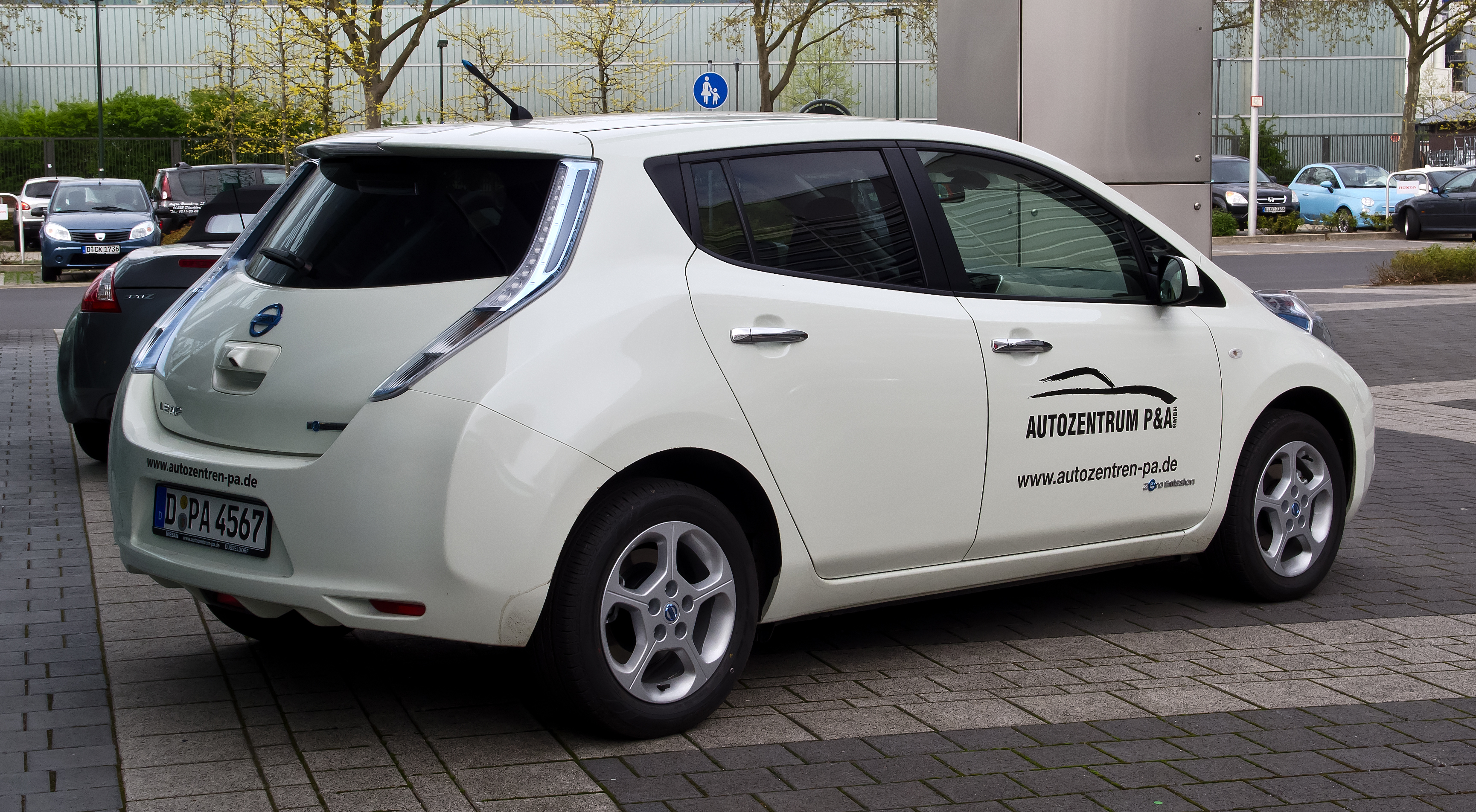
Nissan Leaf

Продажі почалися в Японії і США у грудні 2010 року, у деяких країнах Європи на початку 2011 року. Станом на листопад 2010, автомобіль виробляється на заводі Оппама, Японія. Потужність японського заводу становила на початку виробництва 50 тисяч одиниць на рік. Виробництво розширилося на заводи в Смирні, штат Теннесі США, у початку 2012, і в Сандерленді, Велика Британія у 2013 році. Потужність тих заводів становить 150 і 50 тисяч, відповідно. Nissan Leaf — перший електромобіль, який було номіновано на звання «автомобіль року».

### Батарея і пробіг
Одна зарядка акумуляторів дає максимальний пробіг до 160 кілометрів. Повна зарядка акумуляторів займає 8 годин зі звичайною напругою в мережі. Режим швидкої зарядки дозволяє поповнити акумулятори приблизно за 30 хвилин. Електродвигун розвиває потужність 107 кінських сил і тяговий момент 280 ньютонів на метр. Nissan Leaf розганяється до 100 км/год за 10,8 секунд (до 60 км/год приблизно за 5 секунд).

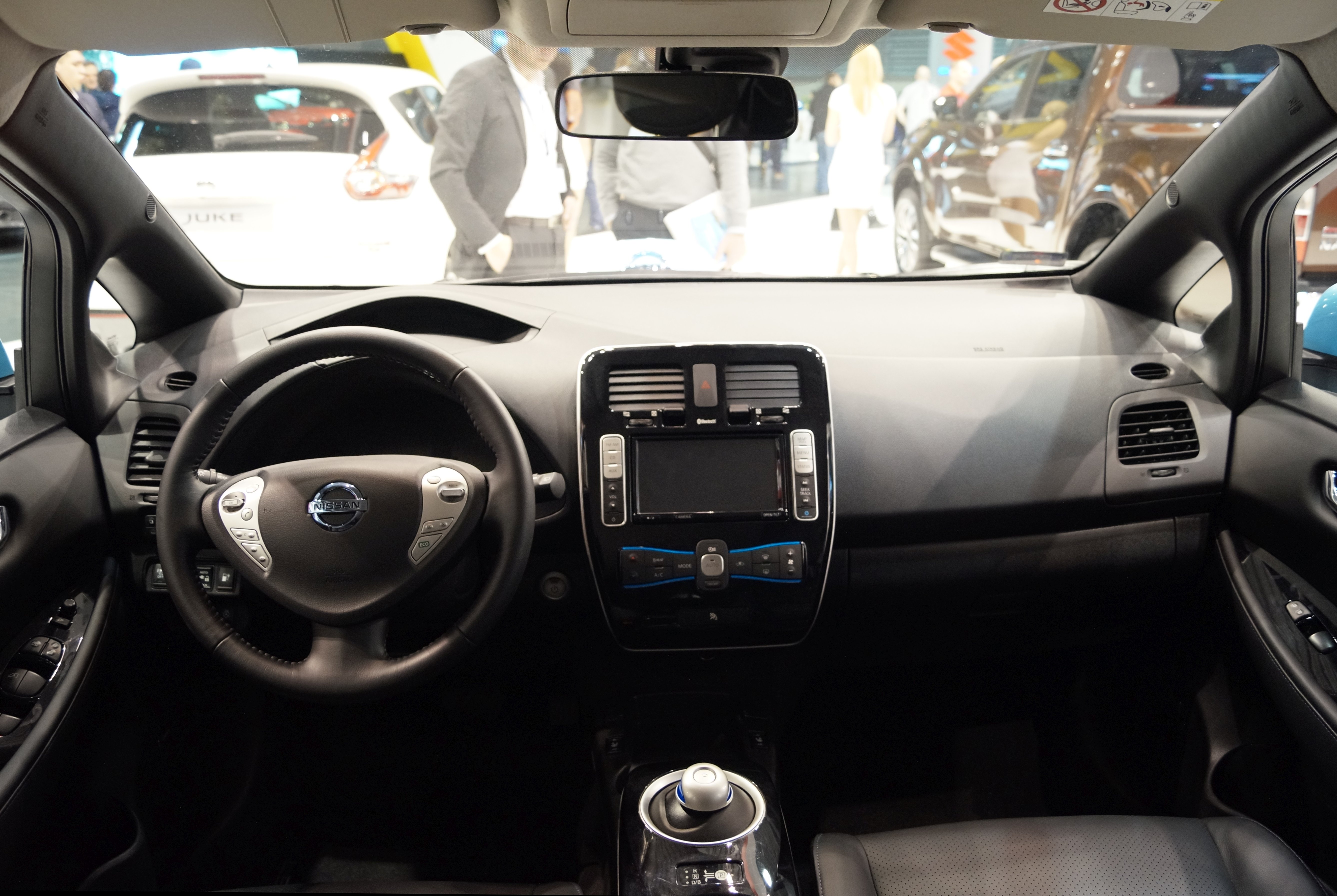
Салон Nissan Leaf

Маса батареї близько 600 фунтів (300 кг) і розташована вона у днищі автомобіля, під передніми та задніми сидіннями. Ємності батареї 24 кВт•год із можливістю рекуперативного гальмування вистачає (за оцінками представників Nissan) на 160 км пробігу. Життєвого циклу батареї, за попередніми оцінками, має вистачити мінімум на 5 років.

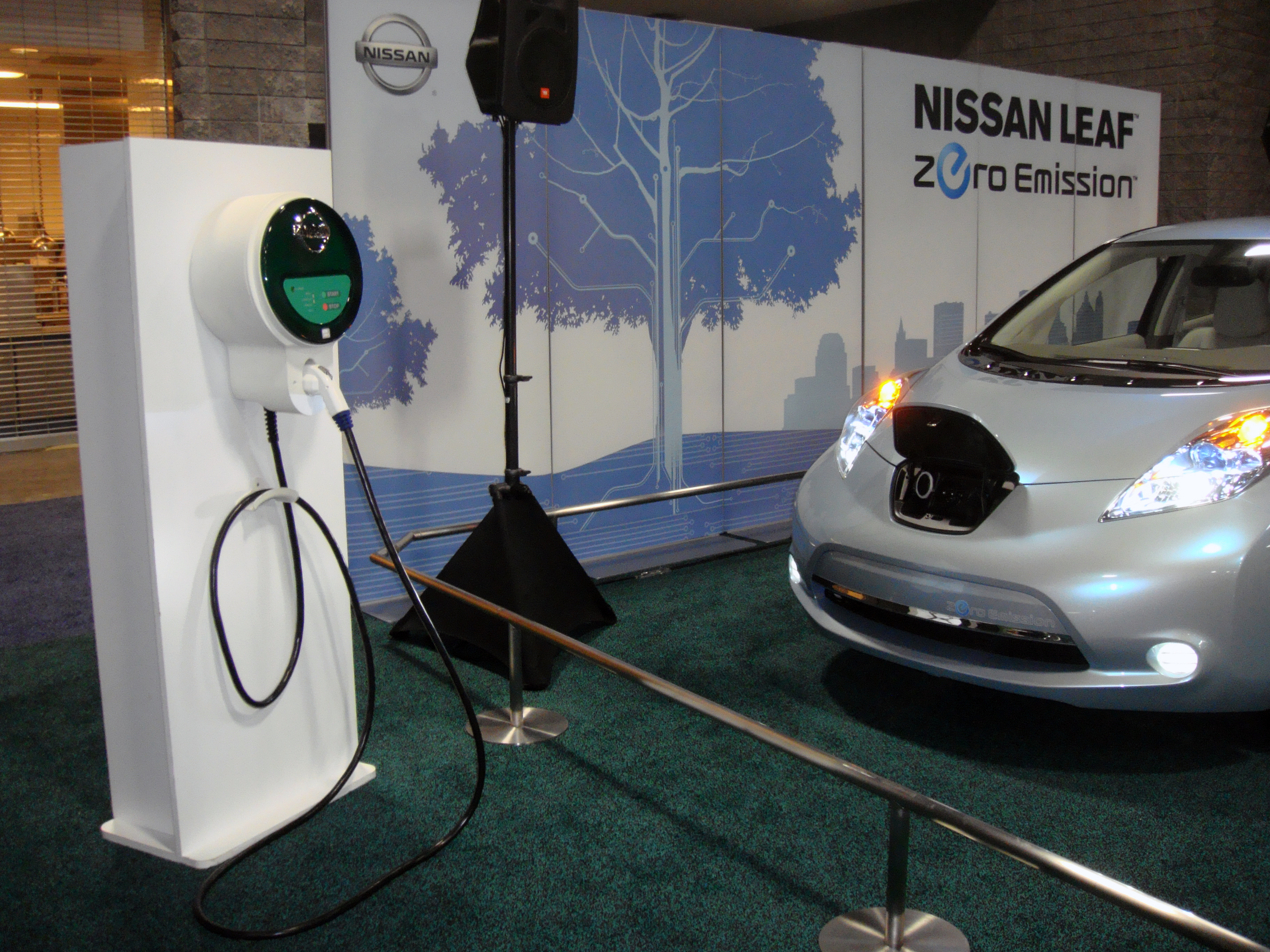
Зарядна станція для Nissan Leaf

Повний цикл заряду акумуляторів від електромережі з напругою 230 Вольт та електророзеткою на 16 Ампер займає від 6 до 8 годин, 80 % ємності на спеціальному зарядному пристрої Nissan (380 вольт — 125 ампер) за 30 хвилин. Автомобіль обладнаний двома гніздами для зарядних пристроїв в передній частині машини: одне для стандартної, інше — для пришвидшеної підзарядки. Для пришвидшеної зарядки передбачене використання зарядної станції, яка має з'єднувач CHAdeMO (Тип 4 за IEC 62196 ).
Із початку виробництва електромобіля на англійському заводі Nissan в Сандерленді (паралельно із кросовером Quashqai), а також, будівництва розташованого тут же заводу із випуску акумуляторів модель 2013 року отримала більше 100 вдосконалень, і серед найважливіших — потужний і ефективний акумулятор, котрий дозволив довести пробіг до 123 миль (199 км) проти 109 миль (175 км) у моделі 2012 року. Крім того, вдвічі (до 4 годин) зменшено час підзарядки від спільного 6,6-кіловатного підзарядного пристрою. В перспективі на Leaf з'являться парковочна камера Around View кругового обзору, шкіряна оббивка салону та ін.
Тести показують, енергоспоживання Leaf: 765 кДж/км (21 кВт•год/100 км), що еквівалентно витраті близько 99 MPG (2,4 л / 100 км).
У 2016 році на модифікаціях SL і SV встановлюється нова 30-кВт батарея, яка збільшує дальність поїздки до можливих 172,2 км. Модифікація S дешевша і оснащена менш потужною батареєю з запасом ходу до 135,19 км, але цю модель також доповнено 5-дюймовим кольоровим цифровим екраном і аудіосистемою «NissanConnect» з підтримкою мобільних додатків. У модифікаціях SV і SL система «NissanConnect» входить в базову комплектацію.

### Продажі

#### Дані продаж і експлуатації Leaf на початок 2013 року
За даними компанії Nissan на початок 2013 року світовий парк електромобілів Leaf становив понад 55000 од., а їх сумарний пробіг склав 288 млн км (для транспортних засобів, зареєстрованих в CARWINGS). Найбільший національний парк Leaf перебуває в експлуатації в Норвегії (понад 3400 автомашин). За підсумками 1 кварталу 2013 року припускають, що Leaf займе в національному хіт-параді продаж легкових автомобілів 5-е місце. Електромобіль Leaf показав найвищий рейтинг задоволеності клієнтів серед всіх моделей Nissan на європейському ринку, рівний 93 %. Згідно з опитуваннями 92% власників Leaf використовують їх майже щодня, 55% власників їздять на них на роботу, 54% водіїв здійснюють в день пробіги понад 60 км.
Кількість дилерів, що торгують електромобілем Leaf, підскочила за рік із 150 до більш ніж 1400. Nissan за рахунок власних коштів встановив по Європі тільки в 2012 році понад 400 громадських зарядних станцій. Загальна кількість таких станцій в Європі збільшилась за 2012 рік з 12000 до 20000, крім того, кількість станцій швидкої підзарядки зросла за 2012 рік із 195 до 600 од.

#### Продажі в Японії і США
Старт продаж Nissan Leaf на ринках Японії і США почався 1 квітня 2010 року, як моделі 2011 року. В Японії базова версія електромобіля коштує 3 760 000 ієн і вже до квітня 2010 року в країні було розміщено близько 6 000 попередніх замовлень.
Рекомендована ціна на базову модель Nissan Leaf в США складає $32,780. При цьому, з врахуванням того, що від ціни віднімається федеральна дотація на електромобілі, для американського покупця ціна складе близько $25,000.

#### Продажі в Євросоюзі і на інших ринках

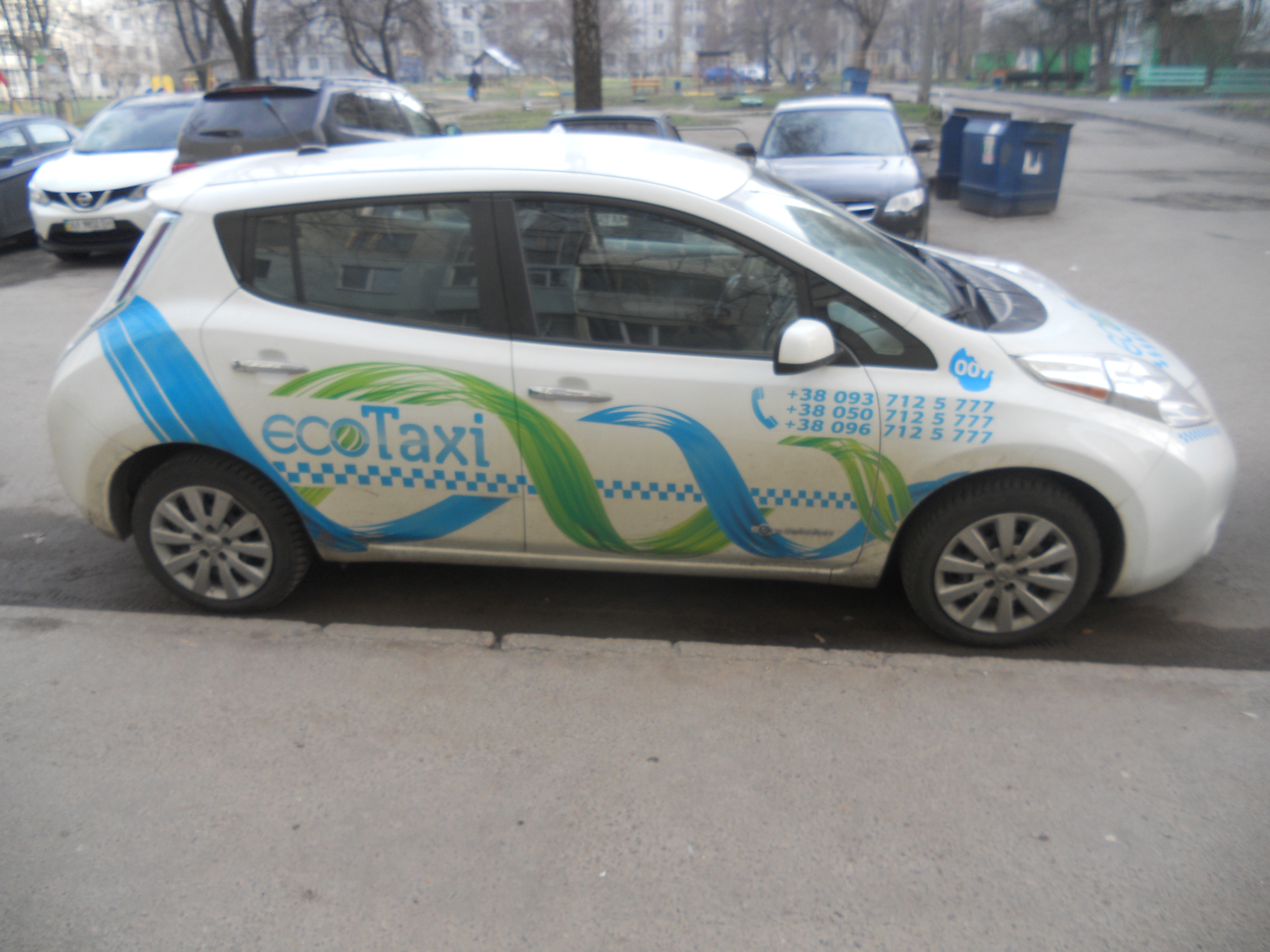
Nissan Leaf в Харкові — Екотаксі, 2016 рік

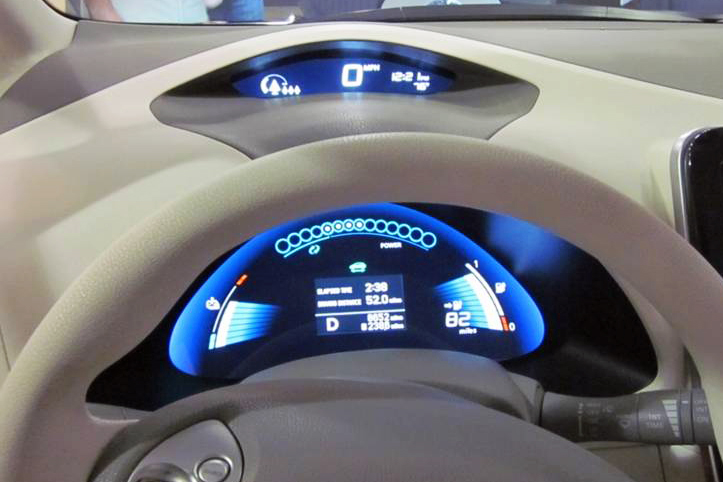
Панель приладів Nissan Leaf

В країнах Євросоюзу середня ціна Leaf була заявлена на рівні 35 000 євро. Першою країною, де почалися продажі, стала Португалія у січні 2011 року.
В липні 2011 року Nissan Leaf був представлений у Росії, але Nissan поки що не планує продавати електромобіль в Росію та в Україну, перш за все тому, що в країнах відсутні необхідні інфраструктури..
Станом на 2016 рік модель займає перше місце серед електромобілів в Україні, із значним відривом від наступної моделі — Тесла. У Києві та Харкові є таксі, що оснащені виключно цією моделлю — Оксі-Таксі та Екотаксі відповідно. Станом на 1 січня 2016 року в Україні було зареєстровано 568 електрокарів, з них Нісанів — 383.
У 2017 році Nissan Leaf почали купувати для таксі і в обласних центрах, таких як Чернігів (РедТаксі).
У 2017—2019 роках модель залишається найпопулярнішим (із значним відривом) електромобілем в Україні. Її купили у 2017 році 1867 штук, друге місце займають авто від Ford і тільки третє Тесла — 98 та 89 відповідно. По Україні найбільше електромобілів (і нісанівських в першу чергу) купують у Києві (528), Одеській (486) та Харківській (446) областях. Більшість автомобілів цієї марки в Україні — бувші у вжитку. Найчастіше 2013 року виробництва.
За січень-листопад 2019 року в Україні придбали 3030 автомобілі Renault Zoé (це 43,5 %) з-поміж майже 7 тисяч придбаних електрокарів (головним чином тих, що були у вжитку). Це найкращий результат.
Таке авто станом на вересень 2017 року коштувало 10 — 13 000 дол., а у грудні 2019 року — 4-5-ти річні авто коштують 10,5 — 14 тис. дол., 2-річні — більше 19 тис., а річні — 28-29 тис. доларів.

### Відгуки і критика
Автомобіль, в цілому, отримав позитивні відгуки. І передбачувану для електромобілів критику[джерело?].

## Друге покоління (ZE1, з 2017)

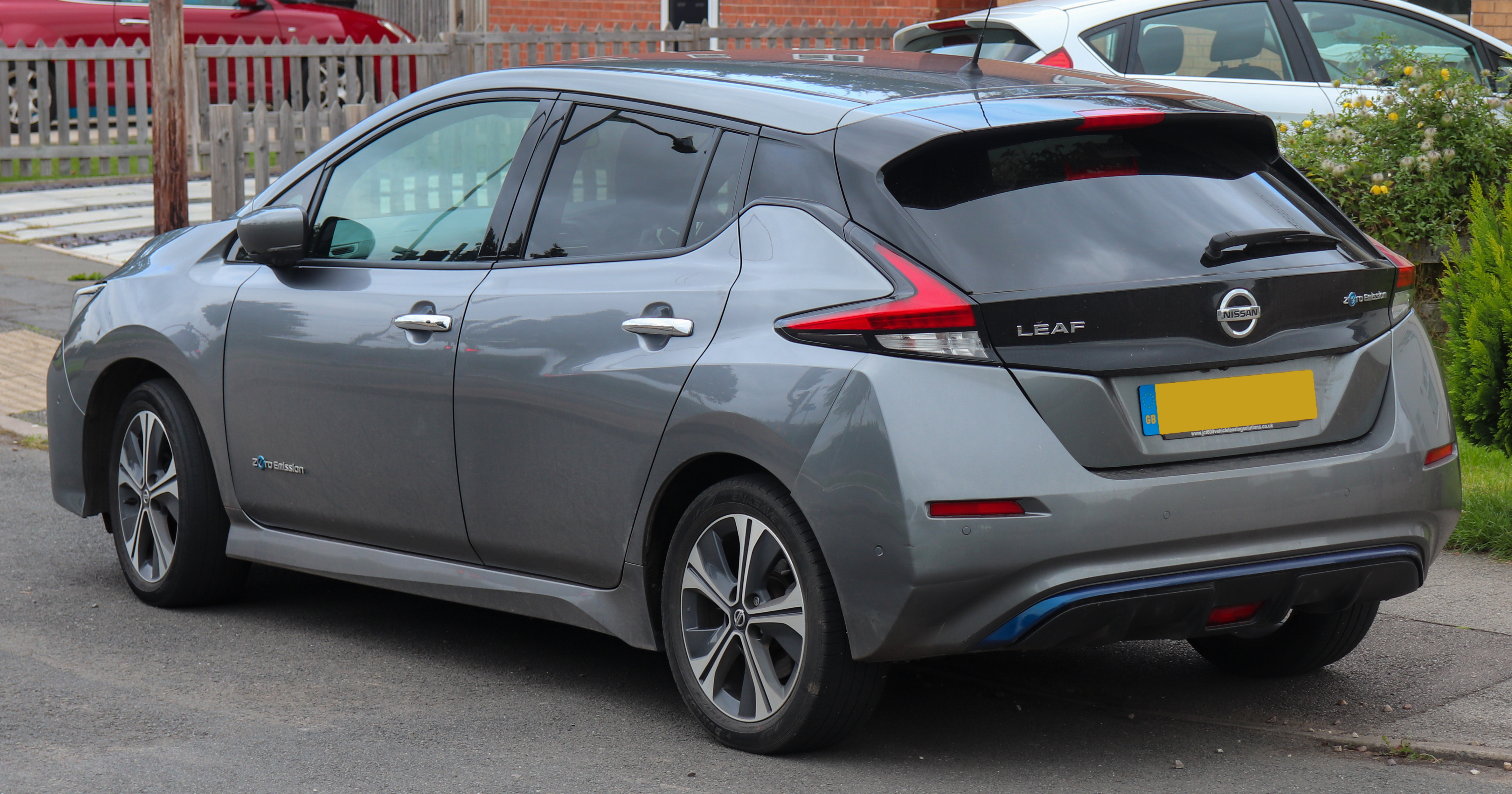
Nissan Leaf (ZE1)

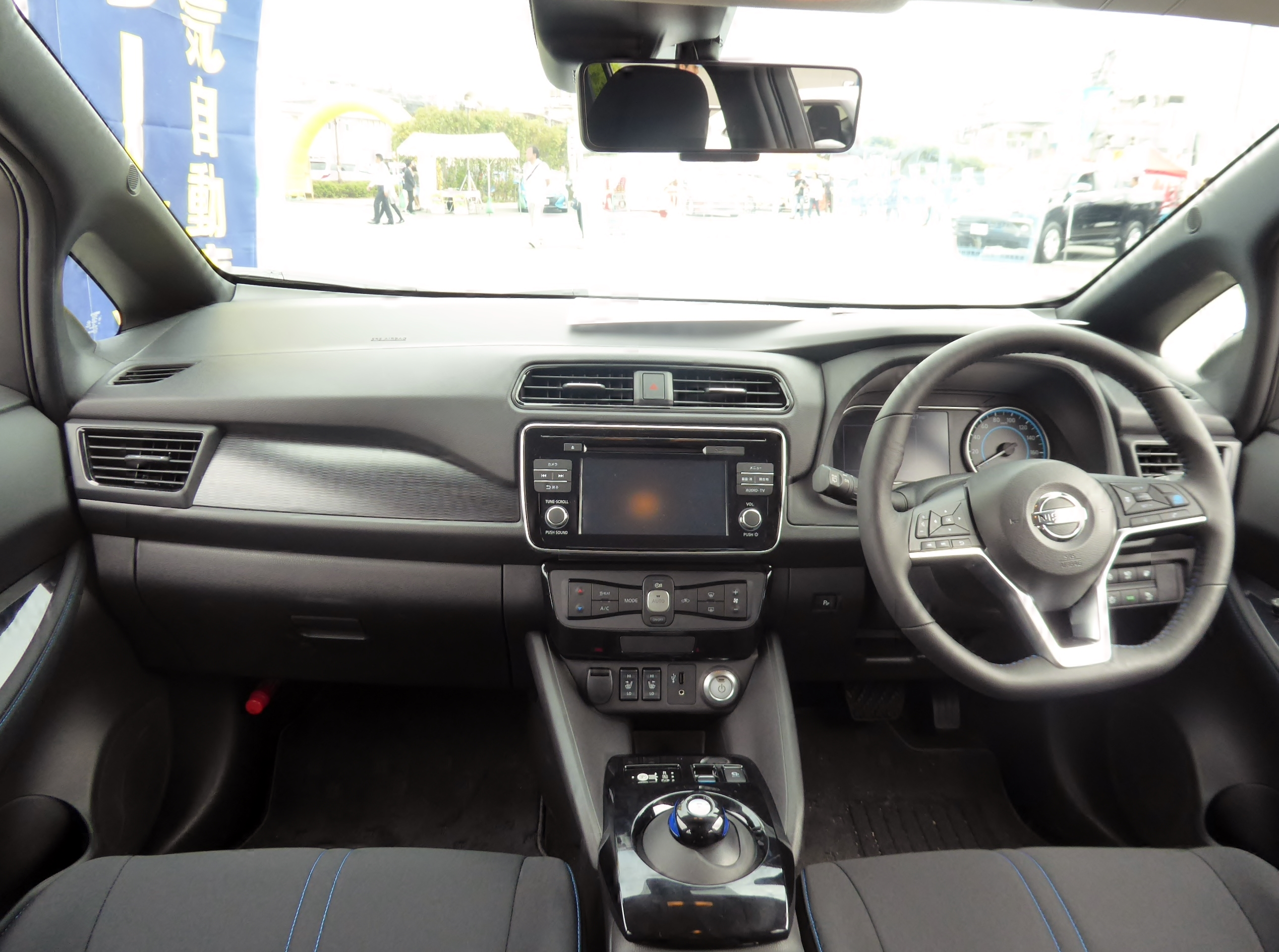
Nissan Leaf (ZE1)

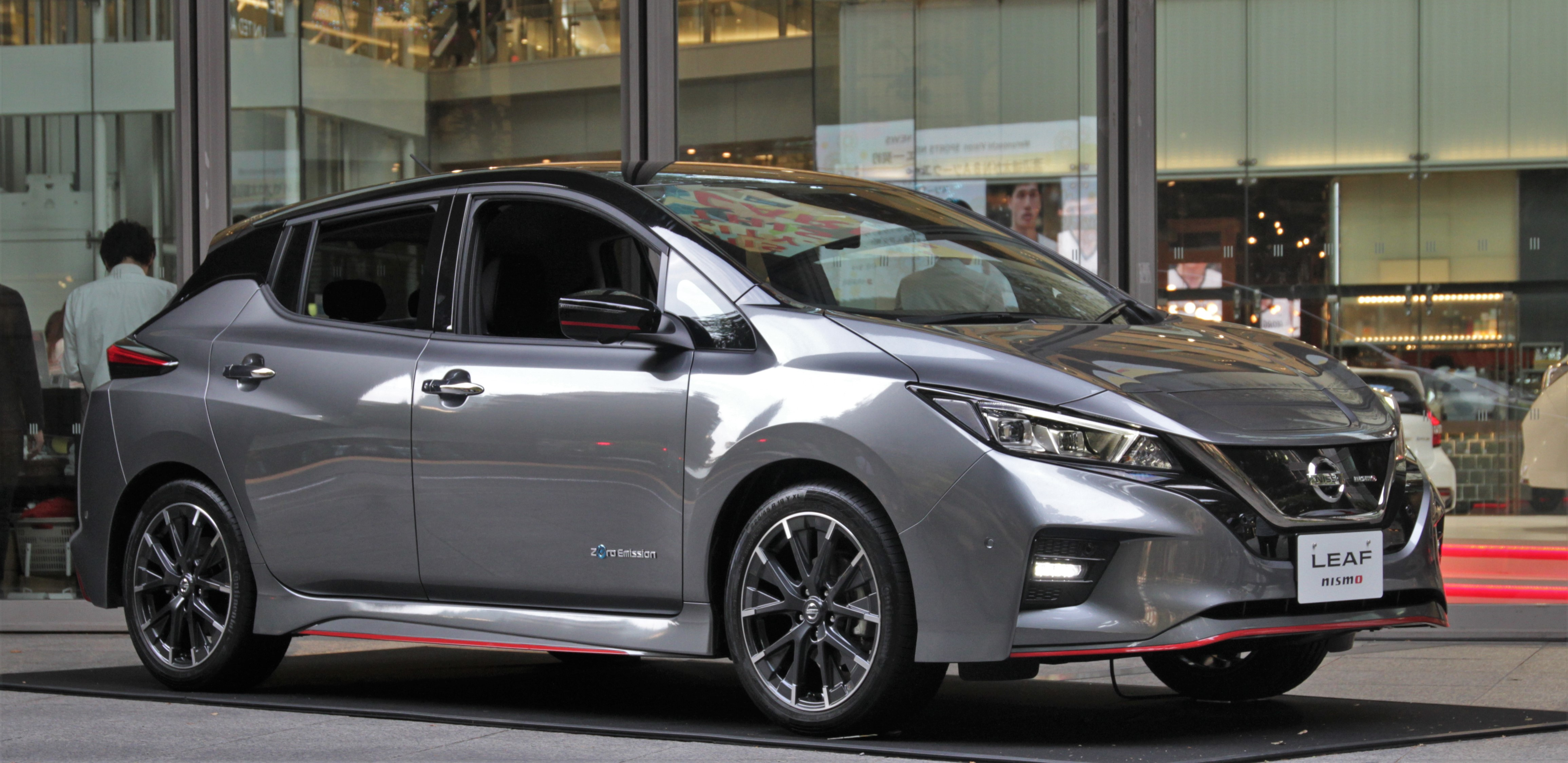
Nissan Leaf Nismo

Друге покоління Nissan Leaf дебютувало в середині вересня 2017 року на мотор-шоу у Франкфурті. Продажі почнуться з японського ринку 2 жовтня. Вихід в Європі, США і Канаді намічений на січень 2018 року. Leaf подібний по дизайну на новий Nissan Micra.
Автомобіль оснащається 150-сильним електромотором з крутним моментом 320 Нм. Ємність літієво-іонного акумулятора зросла до 40 кВт•год і це забезпечить запас ходу в 378 км по європейському циклу NEDC (на 128 більше, ніж раніше), а по циклу WLTP - 270 км. Зарядка: 16 год при 3 кВт, 8 год при 6 кВт і 5,5 год при 7 кВт, а при 50 кВт - 40 хвилин до 80%. Електрокар отримав автопілот для самостійної їзди по шосе і парковки без участі водія.
Коефіцієнт опору повітрю - 0,28. Це на 0,1 нижче, ніж був у ліфа на самому початку його кар'єри, але так само обтічності рестайлінгового варіанту.
На Ліфі з'явилася електронна e-Pedal - педаль акселератора, яка одночасно управляє і прискоренням, і штатним гальмуванням аж до зупинки з автоматичним утриманням машини на підйомі або спуску. З системою e-Pedal вперше задіяли гідравліку на зворотному ході акселератора. Максимальне уповільнення в режимі e-Pedal становить 0,2g - приблизно так ви скидаєте швидкість перед світлофором, коли нікуди не поспішайте. Leaf самостійно включає стоп-сигнали і навіть утримується на ухилі, позбавляючи вас від необхідності чіпати ліву педаль.
Мультимедійна система підтримує Apple CarPlay і Android Auto, а своя графіка старомодна. У багажнику - на 15 літрів більше, ніж раніше (385 л).
Світлодіодні фари з галками ходових вогнів входять тільки у найдорожчі версії, у більш дешевих - галоген. Базові колеса - 16-дюймові «штампування». За доплату ставляться «литі» того ж розміру або на дюйм більші.
В 2020 році Nissan Leaf вдосконалили, розширивши набір стандартного технічного оснащення (8-дюймовий сенсорний екран мультимедійної системи і підтримку сервісів Apple CarPlay і Android Auto). Також змінили вигляд інформаційно-розважальної системи. Всі ці оновлення доступні опціонально в моделях попередніх років випуску, тому ви можете заощадити, купивши старий Nissan Leaf. Однак запас ходу електрокарів старше 2018 року не перевищує 240 км. Запас ходу Nissan Leaf складає 240 км, а моделі Plus, оснащені акумулятором ємністю 62 кВт-год і потужністю 214 "коней", можуть проїхати на одній зарядці до 360 км.
В базовому оснащенні Nissan Leaf розганяється до 100 км/год за 7,4 секунди. 
В Україні Nissan Leaf вперше офіційно був представлений у червні 2021 року, проте українцям була запропонована одна комплектація N-Connecta із батареєю ємністю 40 кВт-год. 

### Кабріолет
25 травня 2018 року компанія Nissan провела в Токіо форум, присвячений формуванню суспільства з нульовими викидами. На цих зборах гостям був представлений унікальний концепт-кар Leaf Open Car, відкрита версія електромобіля Nissan Leaf нового покоління. Привід для такого кроку знайшовся гідний: модель Leaf (обох поколінь в сумі) днями подолала планку в 100 000 проданих машин в Японії.

### Безпека
Хетчбек Nissan Leaf став першою моделлю, яку експерти EuroNCAP випробували в 2018 році. Відтепер тести проходять по розширеним протоколам. Додатково оцінюються: розпізнавання велосипедистів при автоматичному гальмуванні, виявлення пішоходів в темряві і ефективність систем стеження за розміткою. Відрадно, що жорсткість правил не завадило електрокару повторити свій успіх 2011 року та заробити максимальні п'ять зірок.

## Третє покоління (ZE2; 2025)
Nissan почав випускати деталі третього покоління Leaf у березні 2025 року, який, як очікується, буде випущений пізніше, зі значними оновленнями його дизайну, платформи та продуктивності. Відходячи від своєї попередньої форми хетчбека, новий Leaf отримає субкомпактний кузов у стилі кросовера, побудований на платформі AmpR Medium, спільній з більшим компактним кросовером Nissan Ariya.
Новий Leaf збереже одномоторне, передньопривідне компонування і не пропонуватиме двомоторний, повний привід, як Ariya. Доступність підтверджена для Північної Америки, Європи, Японії та Австралії.
Nissan заявив, що автомобіль запропонує „значне покращення запасу ходу“, з орієнтовним запасом ходу понад 485 км (300 миль) у вибраних комплектаціях — порівняно з запасом ходу попередньої моделі, оціненим EPA, від 240 до 341 км (від 149 до 212 миль). Leaf також підтримуватиме швидшу зарядку і стане першим автомобілем Nissan, який прийме північноамериканську систему зарядки (NACS), що зробить його сумісним із мережею Tesla Supercharger.
Будуть доступні два варіанти літій-іонних акумуляторів з рідинним охолодженням, обидва з яких пропонують функцію теплового кондиціонування. Батарея ємністю 52 кВт·год матиме потужність 130 кВт (174 к.с.) та 344 Н·м (254 фунт⋅фут). Батарея ємністю 75 кВт·год — потужність 160 кВт (214 к.с.) та 354 Н·м (261 фунт⋅фут).

## Продажі
| Продаж Nissan Leaf на найбільших національних ринках в період між 2010 та 2015 роками                              | Продаж Nissan Leaf на найбільших національних ринках в період між 2010 та 2015 роками | Продаж Nissan Leaf на найбільших національних ринках в період між 2010 та 2015 роками | Продаж Nissan Leaf на найбільших національних ринках в період між 2010 та 2015 роками | Продаж Nissan Leaf на найбільших національних ринках в період між 2010 та 2015 роками | Продаж Nissan Leaf на найбільших національних ринках в період між 2010 та 2015 роками | Продаж Nissan Leaf на найбільших національних ринках в період між 2010 та 2015 роками | Продаж Nissan Leaf на найбільших національних ринках в період між 2010 та 2015 роками |
| Всього | Всього                                                                                | 2015                                                                                  | 2014                                                                                  | 2013                                                                                  | 2012                                                                                  | 2011                                                                                  | 2010                                                                                  |
| --- | ------------------------------------------------------------------------------------- | ------------------------------------------------------------------------------------- | ------------------------------------------------------------------------------------- | ------------------------------------------------------------------------------------- | ------------------------------------------------------------------------------------- | ------------------------------------------------------------------------------------- | ------------------------------------------------------------------------------------- |
| США | 89,591                                                                                | 17,269                                                                                | 30,200                                                                                | 22,610                                                                                | 9,819                                                                                 | 9,674                                                                                 | 19                                                                                    |
| Японія | 57,699                                                                                | 9,057                                                                                 | 14,177                                                                                | 13,021                                                                                | 11,115                                                                                | 10,310                                                                                | 19                                                                                    |
| Норвегія | 15,245                                                                                | 3,189                                                                                 | 4,781                                                                                 | 4,604                                                                                 | 2,298                                                                                 | 373                                                                                   |                                                                                       |
| Велика Британія | 12,433                                                                                | 5,236                                                                                 | 4,051                                                                                 | 1,812                                                                                 | 699                                                                                   | 635                                                                                   |                                                                                       |
| Франція | 5,865                                                                                 | 2,200                                                                                 | 1,600                                                                                 | 1,438                                                                                 | 524                                                                                   | 83                                                                                    |                                                                                       |
| Канада | 3,198                                                                                 | 1,233                                                                                 | 1,085                                                                                 | 470                                                                                   | 240                                                                                   | 170                                                                                   |                                                                                       |
| Німеччина | 2,956                                                                                 | 831                                                                                   | 812                                                                                   | 855                                                                                   | 451                                                                                   | 7                                                                                     |                                                                                       |
| КНР | 2,071(1)                                                                              | 1,273                                                                                 | 582                                                                                   | 216                                                                                   |                                                                                       |                                                                                       |                                                                                       |
| Нідерланди | 1,978                                                                                 | 447                                                                                   | 510                                                                                   | 462                                                                                   | 265                                                                                   | 294                                                                                   |                                                                                       |
| Швеція | 1,725                                                                                 | 841                                                                                   | 438                                                                                   | 317                                                                                   | 129                                                                                   |                                                                                       |                                                                                       |
| Іспанія | 1,285                                                                                 | 344                                                                                   | 465                                                                                   | 263                                                                                   | 154                                                                                   | 59                                                                                    |                                                                                       |
| Італія | 1,195                                                                                 | 389                                                                                   | 332                                                                                   | 323                                                                                   | 146                                                                                   | 5                                                                                     |                                                                                       |
| Данія | 1,097                                                                                 | 224                                                                                   | 577                                                                                   | 211                                                                                   | 73                                                                                    | 12                                                                                    |                                                                                       |
| Ірландія | 756                                                                                   | 405                                                                                   | 192                                                                                   | 43                                                                                    | 69                                                                                    | 45                                                                                    | 2                                                                                     |
| Бельгія | 655                                                                                   | 162                                                                                   | 178                                                                                   | 141                                                                                   | 114                                                                                   | 60                                                                                    |                                                                                       |
| Австралія | 566(2)                                                                                | 109(2)                                                                                | 173                                                                                   | 188                                                                                   | 77                                                                                    | 19                                                                                    |                                                                                       |
| Швейцарія | 542                                                                                   | 145                                                                                   | 106                                                                                   | 178                                                                                   | 74                                                                                    | 39                                                                                    |                                                                                       |
| Всього найбільші ринки                                                                                             | 200,929                                                                               | 45,356                                                                                | 60,349                                                                                | 47,152                                                                                | 26,247                                                                                | 21,785                                                                                | 40                                                                                    |
| |                                                                                       |                                                                                       |                                                                                       |                                                                                       |                                                                                       |                                                                                       |                                                                                       |
| Загальний обсяг продажів                                                                                           | 201,991                                                                               | 43,651                                                                                | 61,507                                                                                | 47,716                                                                                | 26,973                                                                                | 22,094                                                                                | 50                                                                                    |
| Примітки: (1) В Китаї автомобіль продавався під брендом Venucia e30. (2) Продажі в Австралії до вересня 2015 року. |                                                                                       |                                                                                       |                                                                                       |                                                                                       |                                                                                       |                                                                                       |                                                                                       |